# Erik Sundin (fotbollsspelare)
Erik Daniel Victor Sundin, född 1 mars 1979, är en svensk före detta fotbollsspelare. Han spelade bland annat för Hammarby IF, Helsingborgs IF, Trelleborgs FF och Assyriska FF.

## Meriter
- Svensk mästare 2011 med Helsingborgs IF
- Svensk cupmästare 2010 och 2011 med Helsingborgs IF
- Svensk supercup-mästare 2011 med Helsingborgs IF